# かもめのように
『かもめのように』は、研ナオコの5枚目のオリジナルアルバム。
1977年10月25日発売。発売・販売元はキャニオン・レコード。規格品番は、AF6022（LPレコード）。

## 解説
前作『泣き笑い』以来、約1年ぶりのオリジナルアルバムで、A面には中島みゆき、B面には杉本真人の楽曲で構成され、先行シングルである「オヽ神様」と「ふられてやるさ」、シングルカットされた「かもめはかもめ」を含んだ全12曲が収録されている。
2023年10月18日に初めてCD化され、同時に音楽配信も開始された。

## ベスト・アルバムやコンピレーション・アルバムの収録
2023年に初CD化されるまでは、以下の楽曲はCD化されてベスト・アルバムとコンピレーション・アルバムに収録されている。
| 曲名             | 収録作品                        | 発売日         | 備考                                                             |
| ---------------- | ------------------------------- | -------------- | ---------------------------------------------------------------- |
| はぐれ鳥         | 『名曲発掘!ジュエル・バラッズ』 | 2005年10月19日 | 女性歌手のバラード楽曲が収録されているコンピレーション・アルバム |
| ふられた気分で   | 『中島みゆき作品コンプリート』  | 2014年5月21日  | 研ナオコ自身が歌唱した中島みゆきの楽曲を収録したベスト・アルバム |
| さよならを伝えて | 『中島みゆき作品コンプリート』  | 2014年5月21日  | 研ナオコ自身が歌唱した中島みゆきの楽曲を収録したベスト・アルバム |
| 杏村から         | 『中島みゆき作品コンプリート』  | 2014年5月21日  | 研ナオコ自身が歌唱した中島みゆきの楽曲を収録したベスト・アルバム |
| かってにしやがれ | 『中島みゆき作品コンプリート』  | 2014年5月21日  | 研ナオコ自身が歌唱した中島みゆきの楽曲を収録したベスト・アルバム |

## 収録曲

### LPレコード
| 全作詞・作曲: 中島みゆき、全編曲: 若草恵。 |                      |            |            |      |
| #                                          | タイトル             | 作詞       | 作曲・編曲 | 時間 |
| 1.                                         | 「はぐれ鳥」         | 中島みゆき | 中島みゆき | 3:35 |
| 2.                                         | 「ふられた気分で」   | 中島みゆき | 中島みゆき | 2:58 |
| 3.                                         | 「さよならを伝えて」 | 中島みゆき | 中島みゆき | 3:05 |
| 4.                                         | 「杏村から」         | 中島みゆき | 中島みゆき | 3:06 |
| 5.                                         | 「かってにしやがれ」 | 中島みゆき | 中島みゆき | 2:53 |
| 6.                                         | 「かもめはかもめ」   | 中島みゆき | 中島みゆき | 4:25 |
| 合計時間:                                  | 合計時間:            | 20:02      |            |      |

| 全作詞・作曲: 杉本真人。 |                    |           |            |          |      |
| #                        | タイトル           | 作詞      | 作曲・編曲 | 編曲     | 時間 |
| 1.                       | 「ふられてやるさ」 | 杉本真人  | 杉本真人   | 川口真   | 3:10 |
| 2.                       | 「夜行列車」       | 杉本真人  | 杉本真人   | 川口真   | 2:51 |
| 3.                       | 「踊り子」         | 杉本真人  | 杉本真人   | クニ河内 | 3:20 |
| 4.                       | 「北風は知らない」 | 杉本真人  | 杉本真人   | クニ河内 | 3:33 |
| 5.                       | 「オヽ神様」       | 杉本真人  | 杉本真人   | クニ河内 | 3:00 |
| 6.                       | 「ブルース」       | 杉本真人  | 杉本真人   | クニ河内 | 3:01 |
| 合計時間:                | 合計時間:          | 合計時間: | 18:55      |          |      |

### CD／音楽配信
| #         | タイトル             | 作詞・作曲 | 編曲      | 時間  |
| --------- | -------------------- | ---------- | --------- | ----- |
| 1.        | 「はぐれ鳥」         | 中島みゆき | 若草恵    | 3:35  |
| 2.        | 「ふられた気分で」   | 中島みゆき | 若草恵    | 2:58  |
| 3.        | 「さよならを伝えて」 | 中島みゆき | 若草恵    | 3:05  |
| 4.        | 「杏村から」         | 中島みゆき | 若草恵    | 3:06  |
| 5.        | 「かってにしやがれ」 | 中島みゆき | 若草恵    | 2:53  |
| 6.        | 「かもめはかもめ」   | 中島みゆき | 若草恵    | 4:25  |
| 7.        | 「ふられてやるさ」   | 杉本真人   | 川口真    | 3:10  |
| 8.        | 「夜行列車」         | 杉本真人   | 川口真    | 2:51  |
| 9.        | 「踊り子」           | 杉本真人   | クニ河内  | 3:20  |
| 10.       | 「北風は知らない」   | 杉本真人   | クニ河内  | 3:33  |
| 11.       | 「オヽ神様」         | 杉本真人   | クニ河内  | 3:00  |
| 12.       | 「ブルース」         | 杉本真人   | クニ河内  | 3:01  |
| 合計時間: | 合計時間:            | 合計時間:  | 合計時間: | 38:57 |

## 楽曲解説

### SIDE A
1. はぐれ鳥
2. ふられた気分で
  - 16thシングル「かもめはかもめ」のB面としてシングルカットされ、1982年に30thシングル「ふられた気分」としてセルフリメイクした。
  - 中島の詩集『愛が好きです』（新潮文庫、1982年）と『中島みゆき全歌集』（朝日新聞出版、1986年）では「ふられた気分」が原題として掲載されている。
3. さよならを伝えて
  - 17thシングル「窓ガラス」のB面としてシングルカットされた。
  - 中島は、1979年にリリースしたアルバム『おかえりなさい』[5]で「サヨナラを伝えて」としてセルフカバーしている。
4. 杏村から
  - 中島は、1981年にリリースしたシングル「あした天気になれ」のB面でセルフカバーしている。
5. かってにしやがれ
  - 中島が1977年にリリースしたアルバム『あ・り・が・と・う』[6]に収録されている「勝手にしやがれ」のカバー。中島バージョンでは、一部歌詞が異なっている。
6. かもめはかもめ
  - 16thシングルとしてシングルカットされ、シングルバージョンとではミックスが異なる。長らくCD化される音源にはシングルミックスが用いられていたが、このアルバムミックスは、2014年にリリースした『中島みゆき作品コンプリート』に収録された。
  - 中島は、1985年にリリースしたアルバム『御色なおし』[7]でセルフカバーしている。

### SIDE B
1. ふられてやるさ
  - 15thシングル。
2. 夜行列車
  - 15thシングル「ふられてやるさ」のB面曲。
3. 踊り子
4. 北風は知らない
5. オヽ神様
  - 14thシングル。
6. ブルース
  - 14thシングル「オヽ神様」のB面曲。